# Tom Vandenkendelaere
Tom Vandenkendelaere (Roeselare, 2 settembre 1984) è un politico belga fiammingo, membro dei Cristiano-Democratici e Fiamminghi. È deputato al Parlamento europeo.

## Biografia

### Studi
Tom Vandenkendelaere ha studiato come traduttore-interprete per l'inglese e il tedesco presso l'Haute École Léonard de Vinci di Bruxelles. Nel 2007 ha conseguito un master in relazioni internazionali presso l'Università del Kent. Nel 2014 ha conseguito un dottorato in relazioni internazionali, presentando una tesi sull'influenza dell'adesione della Polonia all'Unione europea sulle relazioni politiche tra Polonia e Germania.

### Carriera politica
Dal 2013 al 2014, presiede la sezione giovani del CD&V. È diventato membro del Parlamento europeo il 6 novembre 2014, in sostituzione di Marianne Thyssen, che è stata nominata membro della Commissione Juncker.